# Williams FW40
La Williams FW40 è una monoposto costruita dalla scuderia Williams per partecipare al Campionato mondiale di Formula 1 2017, sostituisce la FW38. Il numero "40" nel nome del telaio, rappresenta il 40º anniversario della scuderia.

## Carriera agonistica

### Stagione
Inizialmente il team di Grove conferma Valtteri Bottas assieme all'esordiente Lance Stroll. Ma al termine della stagione 2016 il campione del mondo in carica Nico Rosberg però annuncia il ritiro dal motorsport obbligando Mercedes a trovare un sostituto, ingaggiando proprio il finlandese; a quel punto ritorna nel circus Felipe Massa, alla sua ultima stagione in F1. In Ungheria il brasiliano accusa un malessere venendo sostituito da Paul di Resta.
La Williams conferma il quinto posto nei costruttori ma con meno punti dell'annata precedente; il team riesce a raccogliere un solo podio con Stroll a Baku mentre il miglior risultato di Massa sono due sesti posti ottenuti in Australia e in Bahrein, alla fine della stagione i punti totali guadagnati sono 83.
Nel campionato piloti Massa si piazza undicesimo mentre Stroll è dodicesimo. Al termine della stagione Massa si ritira definitivamente, mentre Stroll viene confermato accanto al neo-ingaggiato Sergej Sirotkin.

## Piloti
| Piloti ufficiali       | Piloti ufficiali | Piloti ufficiali |
| Nazione                | Nome             | Numero           |
| ---------------------- | ---------------- | ---------------- |
| Canada (bandiera)      | Lance Stroll     | 18               |
| Brasile (bandiera)     | Felipe Massa     | 19               |
| Piloti di riserva      |                  |                  |
| Nazione                | Nome             | Numero           |
| Regno Unito (bandiera) | Paul di Resta    | 40               |

## Risultati in Formula 1
| Anno | Team        | Motore   | Gomme | Piloti   |     |     |     |    |    |     |     |     |    |    |     |    |   |    |   |     |    |    |    |    | Punti | Pos. |
| ---- | ----------- | -------- | ----- | -------- | --- | --- | --- | -- | -- | --- | --- | --- | -- | -- | --- | -- | - | -- | - | --- | -- | -- | -- | -- | ----- | ---- |
| 2017 | Williams F1 | Mercedes | P     | Stroll   | Rit | Rit | Rit | 11 | 16 | Rit | 9   | 3   | 10 | 16 | 14  | 11 | 7 | 8  | 8 | Rit | 11 | 6  | 16 | 18 | 83    | 5º   |
| 2017 | Williams F1 | Mercedes | P     | Massa    | 6   | 14  | 6   | 9  | 13 | 9   | Rit | Rit | 9  | 10 | SP  | 8  | 8 | 11 | 9 | 10  | 9  | 11 | 7  | 10 | 83    | 5º   |
| 2017 | Williams F1 | Mercedes | P     | di Resta |     |     |     |    |    |     |     |     |    |    | Rit |    |   |    |   |     |    |    |    |    | 83    | 5º   |